# Sacra Famiglia coi santi Giovannino e Maria Maddalena
La Sacra Famiglia coi santi Giovannino e Maria Maddalena è un dipinto di Palma il Vecchio, custodito presso la Galleria degli Uffizi. 

## Storia e descrizione
Il dipinto su tavola dal titolo Sacra Famiglia coi santi Giovannino e Maria Maddalena rimase a Bruxelles, nelle collezioni dell'arciduca Leopoldo Guglielmo d'Austria dal 1653 al 1662, quando fu trasferito nelle "Gallerie imperiali" di Vienna, (oggi Kunsthistorisches Museum). Passò agli Uffizi nel 1792-1793, per scambio di opere d'arte. 

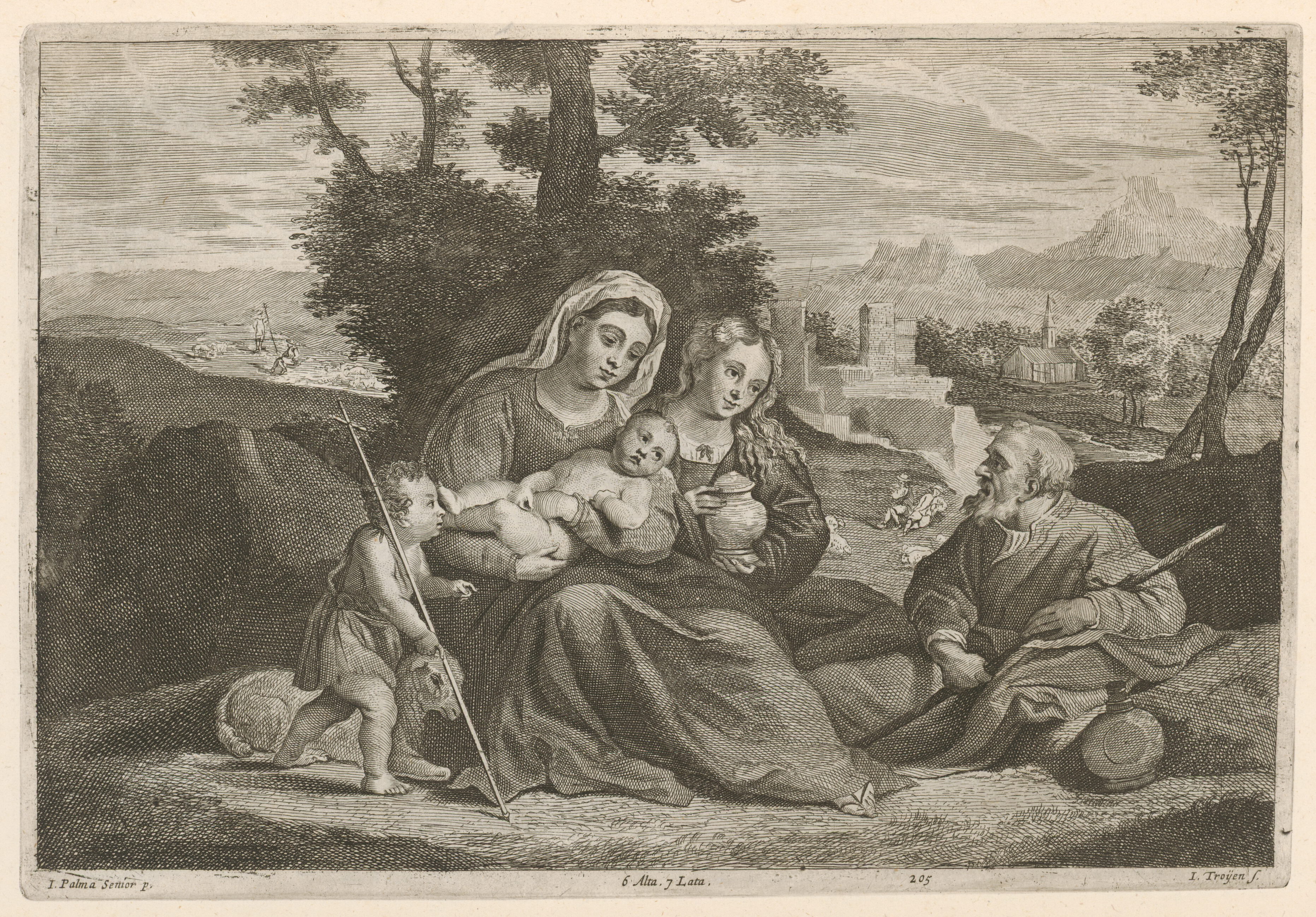
Jan van Troyen - Sacra Famiglia coi santi Giovannino e Maria Maddalena - Palma il Vecchio

Dal 1940 al 1942 rimase nel rifugio della villa medicea di Poggio a Caiano, insieme ad altri dipinti degli Uffizi nascosti in tempo di guerra, per poi essere collocata presso altri rifugi fino al 1944 ritenuti più sicuri dai bombardamenti. I tedeschi se ne impadronirono e, insieme ad altre opere d'arte degli Uffizi, lo portarono a Castel Giovo (San Leonardo in Passiria), provincia di Bolzano, con l'intenzione di trasferire in Germania tutte le opere d'arte sottratte agli Uffizi. Tornò invece a Firenze nel 1945, fu assegnato prima a Palazzo Pitti (Museo degli Argenti), poi, nel 1951,  agli Uffizi.
È inserito in una preziosa cornice barocca di legno intagliato, dorato e dipinto, con decori di foglie d'alloro. Da quest'opera fu tratta una incisione da parte di Jan van Troyen, pubblicata nel Theatrum Pictorium, edito ad Anversa nel 1660 dal pittore David Teniers il Giovane. Era una raccolta di 243 incisioni, di vari autori, tratte da dipinti appartenenti all'arciduca Leopoldo Guglielmo d'Austria. Da questa incisione si comprende che il dipinto era più alto e più largo di quello che oggi conosciamo. 
Ne fu tratta poi una incisione da Giovanni Paolo Lasinio, che fu pubblicata nel 1828.
L'ipotesi di Berenson che si tratti di un'opera eseguita in collaborazione con la bottega di Palma il Vecchio, sembra plausibile.